# Papillonneraie
 (juillet 2017).
Si vous disposez d'ouvrages ou d'articles de référence ou si vous connaissez des sites web de qualité traitant du thème abordé ici, merci de compléter l'article en donnant les références utiles à sa vérifiabilité et en les liant à la section « Notes et références ».

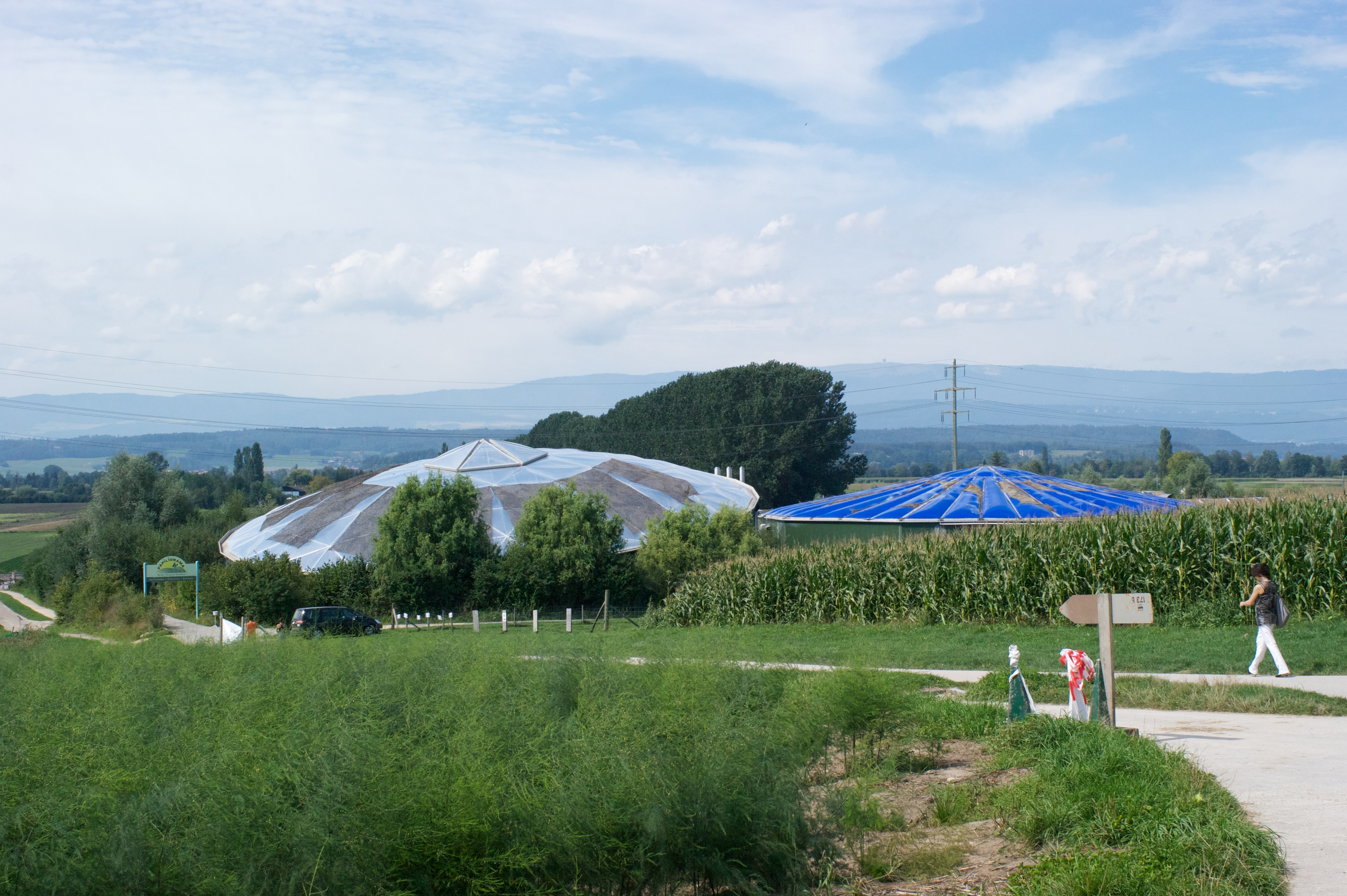
Serre à papillons du Papiliorama au premier plan (et nocturama en bleu), Chiètres, Suisse

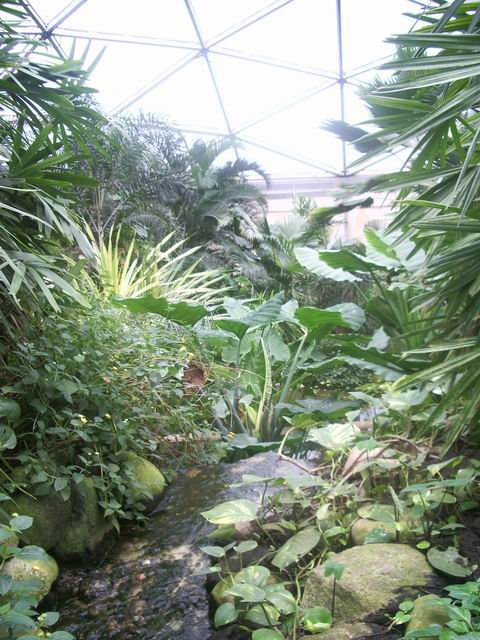
Intérieur de la serre aux papillons du Papiliorama, Chiètres, Suisse

Une papillonneraie, appelée également serre à papillons, volière à papillons  ou jardin à papillons, est un insectarium qui est spécifiquement destiné à la présentation et à l'élevage des papillons. Certains établissements commercialisent aussi leurs animaux auprès de clients privés. Les papilloneraies ont commencé à être à la mode en Angleterre dans les années 1970; aujourd'hui elles sont répandues dans les cinq continents. 
Les serres à papillons sont ouvertes au public. Les lépidoptères y volettent en totale liberté dans un décor évoquant la forêt tropicale. Une double porte d'entrée est généralement utilisée pour s'assurer qu'aucune fuite de papillons n’est possible. 
La visite de ces serres peut s’effectuer, accompagné d'un guide ou bien seul, à loisir. Des visites guidées peuvent durer une quinzaine de minutes pendant laquelle le guide rappelle aux visiteurs toutes les espèces de papillons qui sont, dans la serre, ce jour-là (de nouveaux envois arrivent généralement à la semaine, et les effectifs varient).
Il y a souvent de nombreuses espèces différentes dans ces serres, avec un inventaire comprenant des papillons provenant d’Afrique, du Costa Rica, d’Amérique du Sud, de Thaïlande, de Malaisie, de Nouvelle-Guinée, des Philippines, et d'autres pays.
Les guides peuvent également montrer des œufs, des chenilles et des chrysalides de papillons, et permettent d'identifier certaines plantes qui sont favorisées par chaque espèce. Le meilleur moment pour voir les papillons est entre 10 h et 13 h, lorsqu'ils sortent de leur pupe. 
Certaines papillonneraies disposent d'un jardin, en plein air, dont la végétation a été sélectionnée pour attirer les espèces de papillons indigènes.
Les papillons sont très actifs pendant les chaudes journées ensoleillées avec peu de vent, car ils ont besoin de la chaleur du soleil afin de les aider dans leur digestion. Les jours de pluie, ils se cachent souvent dans les fleurs et les feuilles.

Papillons du Papiliorama à Chiètres en Suisse
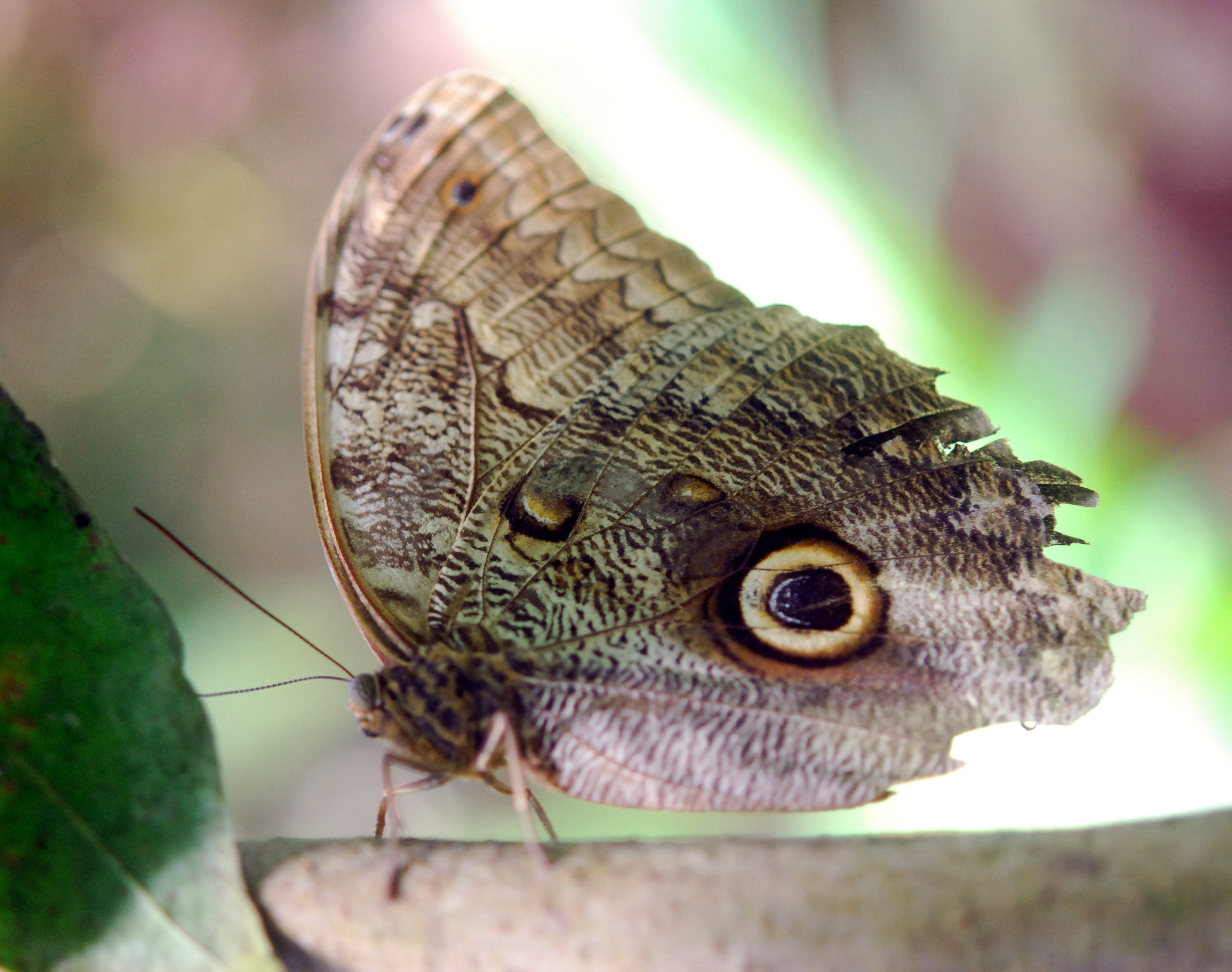
Caligo eurilochus, Amérique
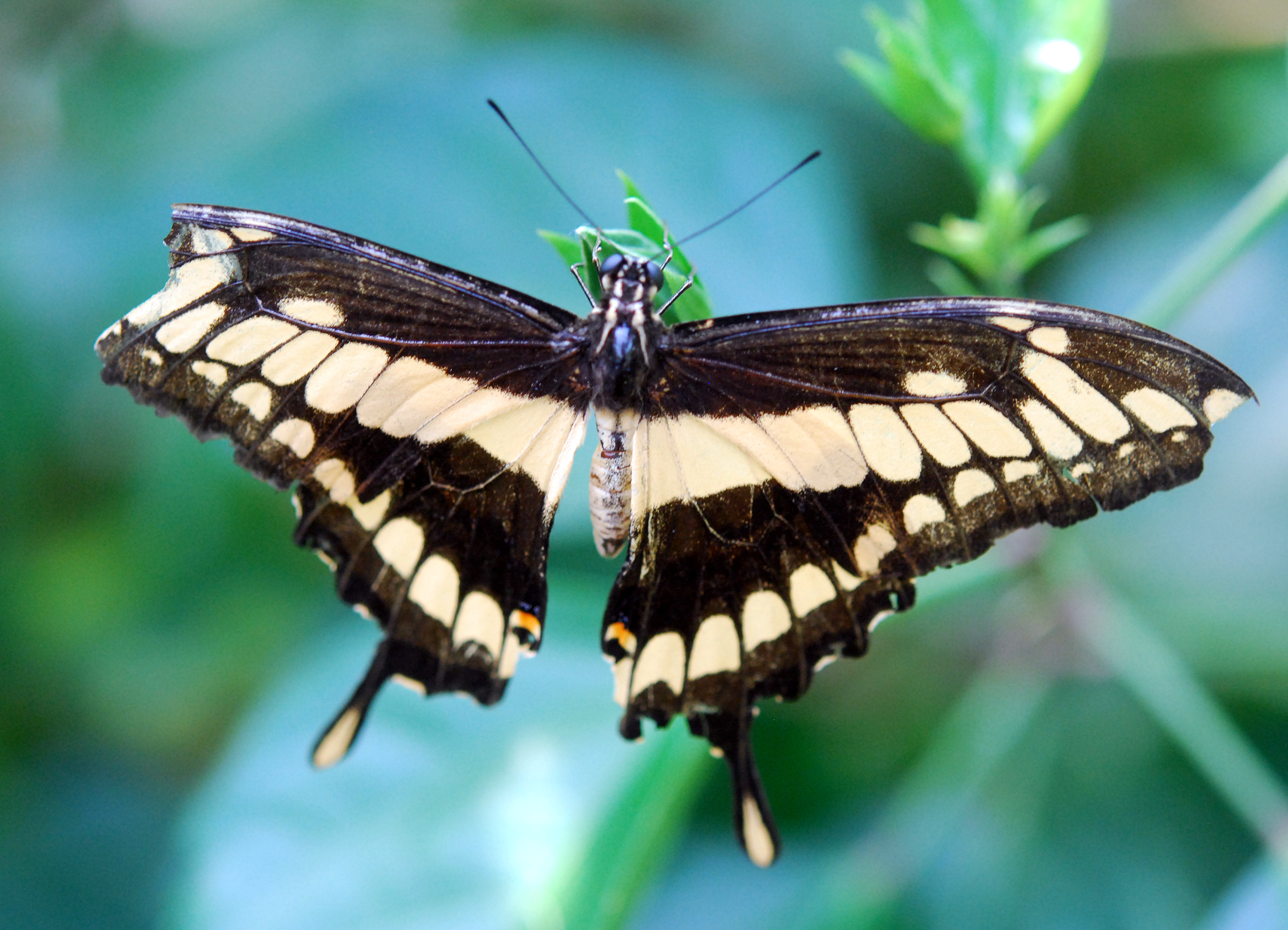
Papilio cresphontes ou Grand Porte-Queue, Amérique
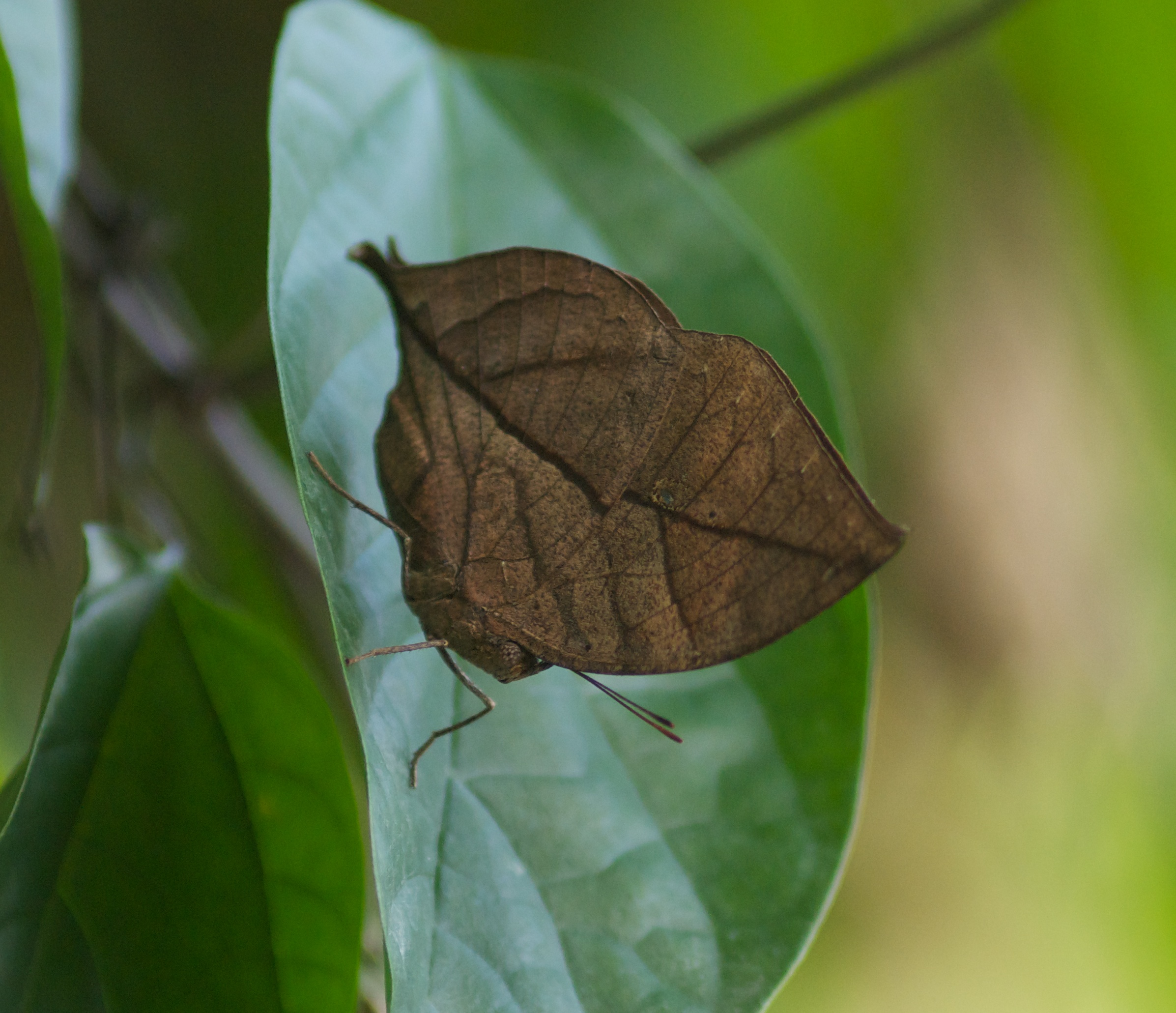
Kallima inachus, ailes fermées, Asie
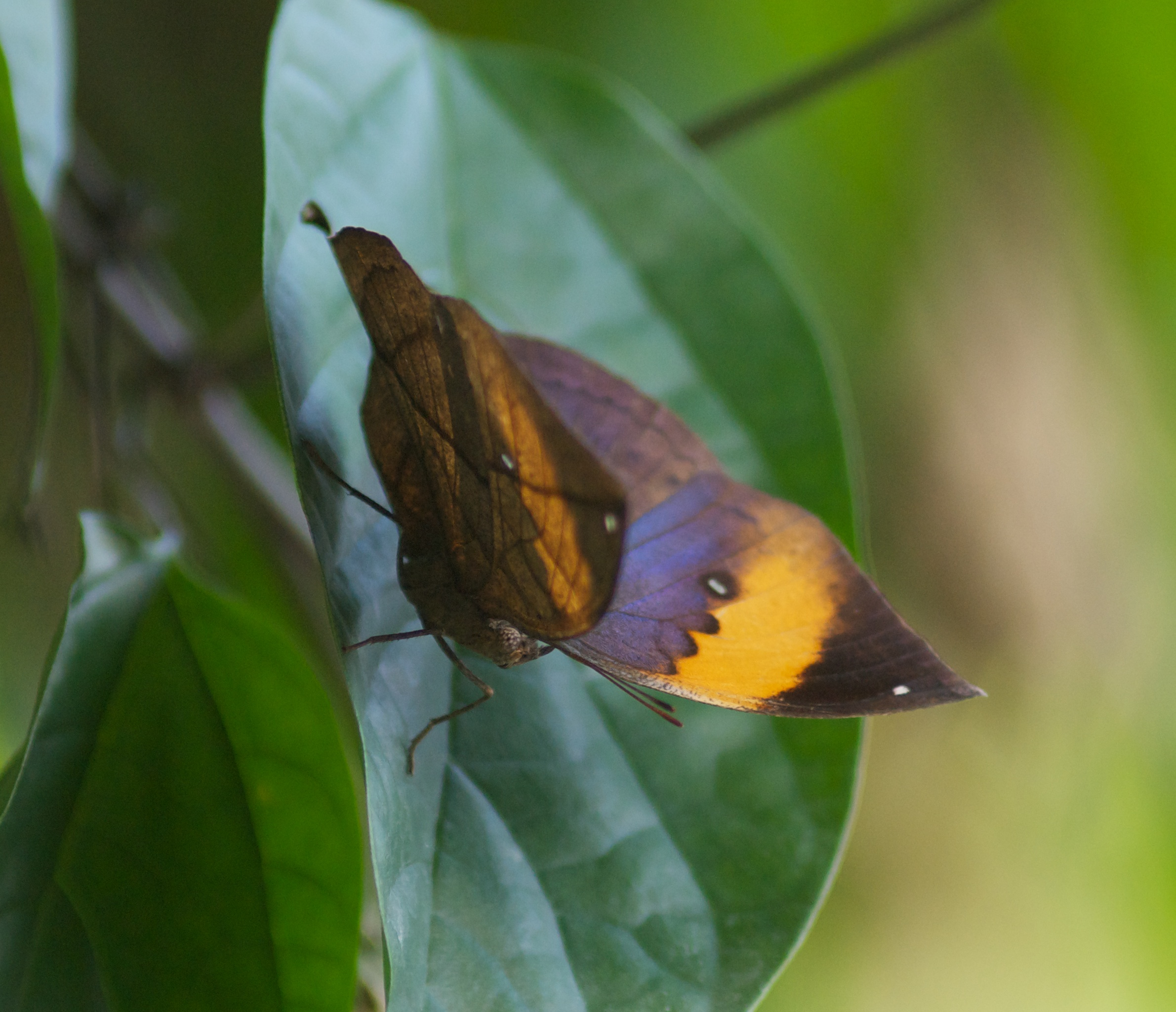
Kallima inachus, ailes ouvertes, Asie
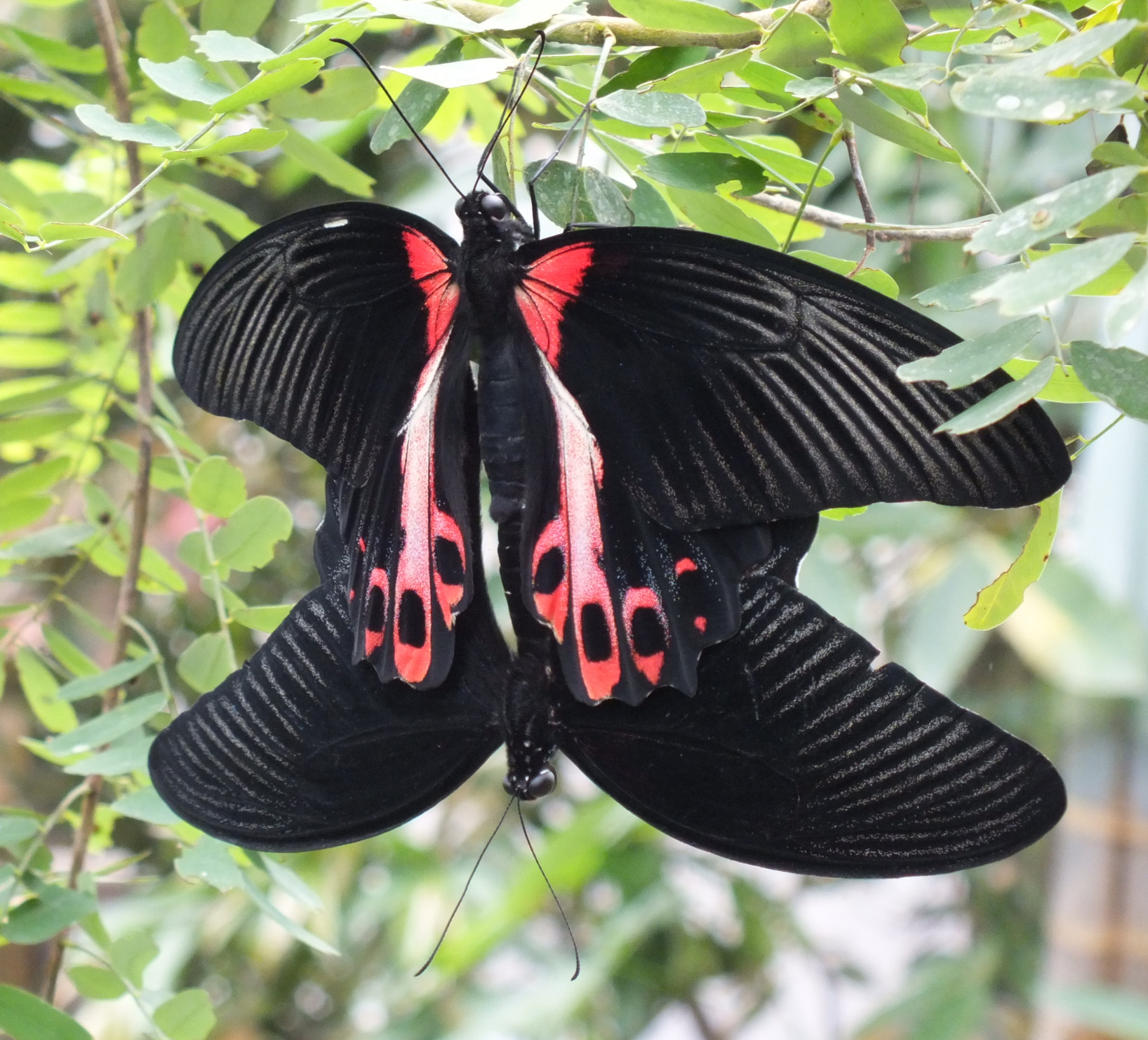
Accouplement de Papilio deiphobus, Asie
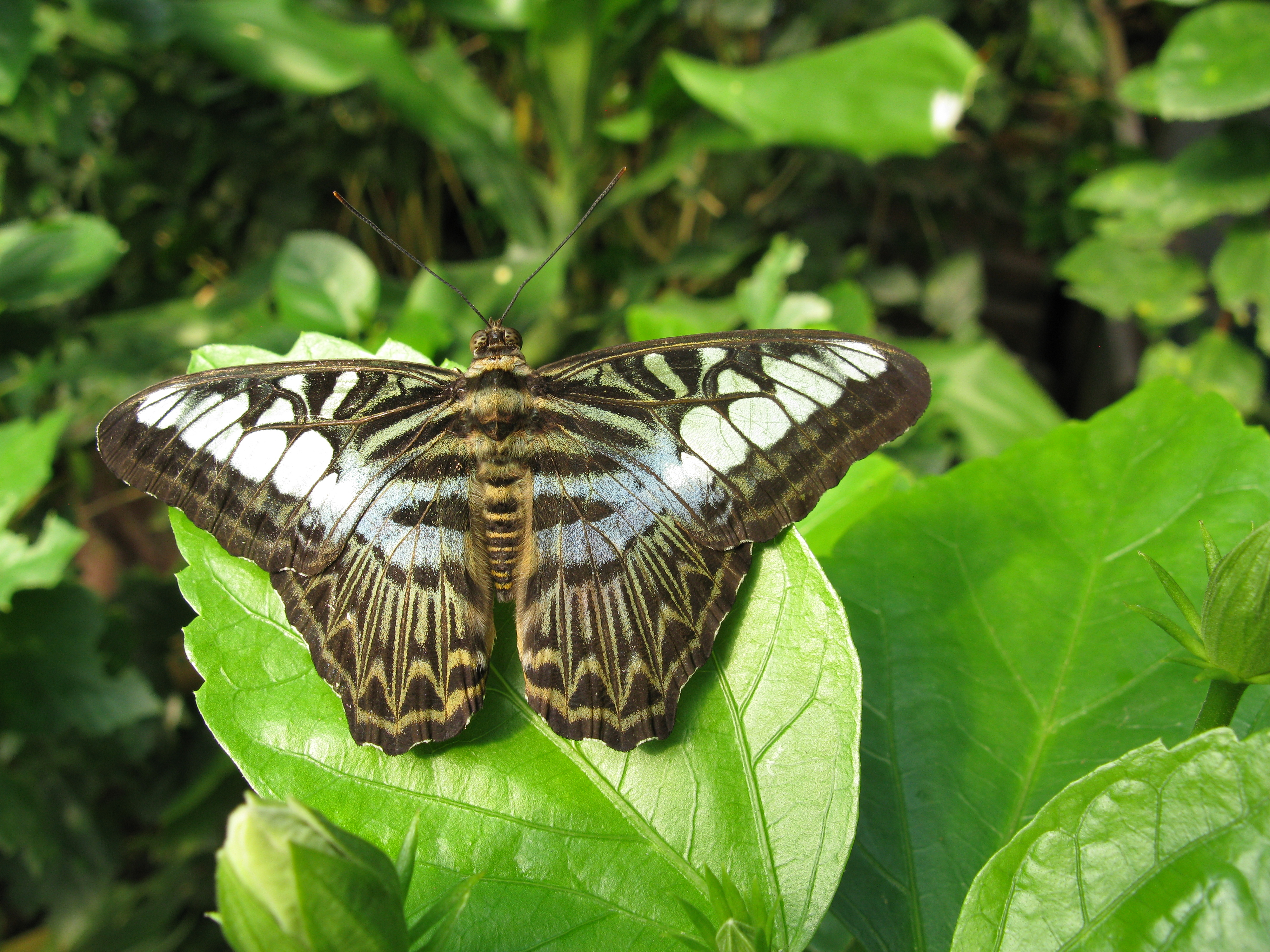
Parthenos sylvia, Asie

Papillons au Jardin des Papillons d'Hunawihr en Alsace.
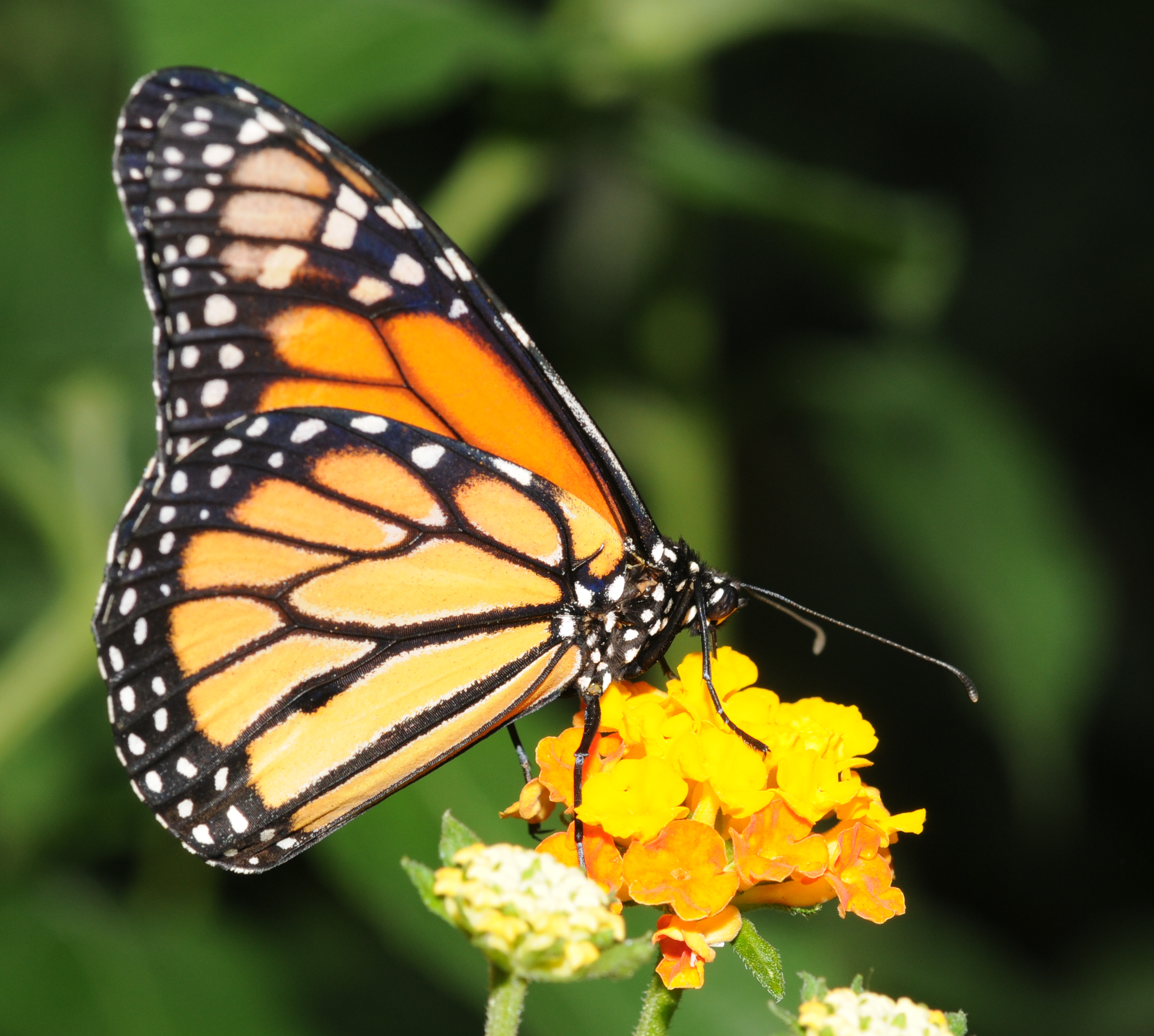
Danaus plexippus
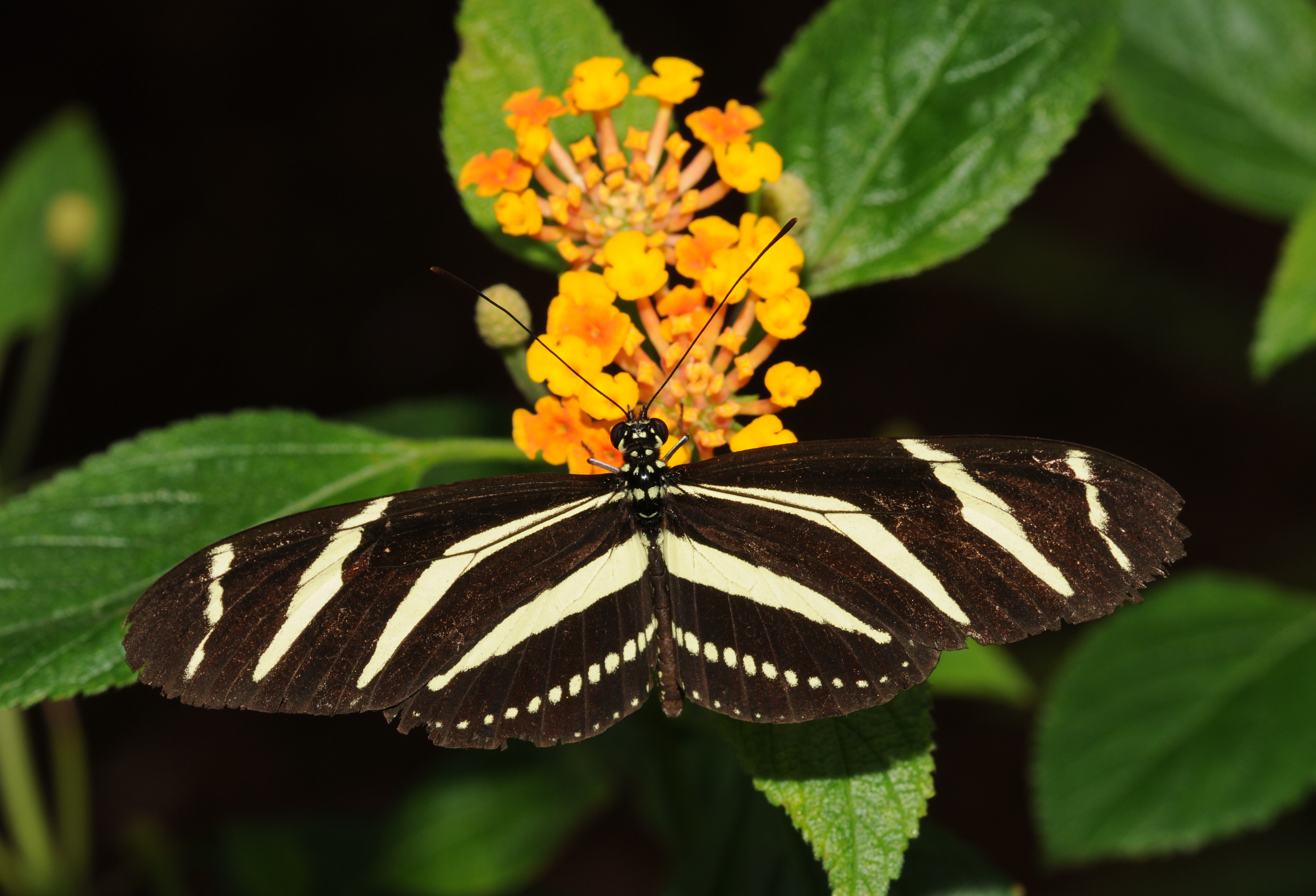
Heliconius charithonia
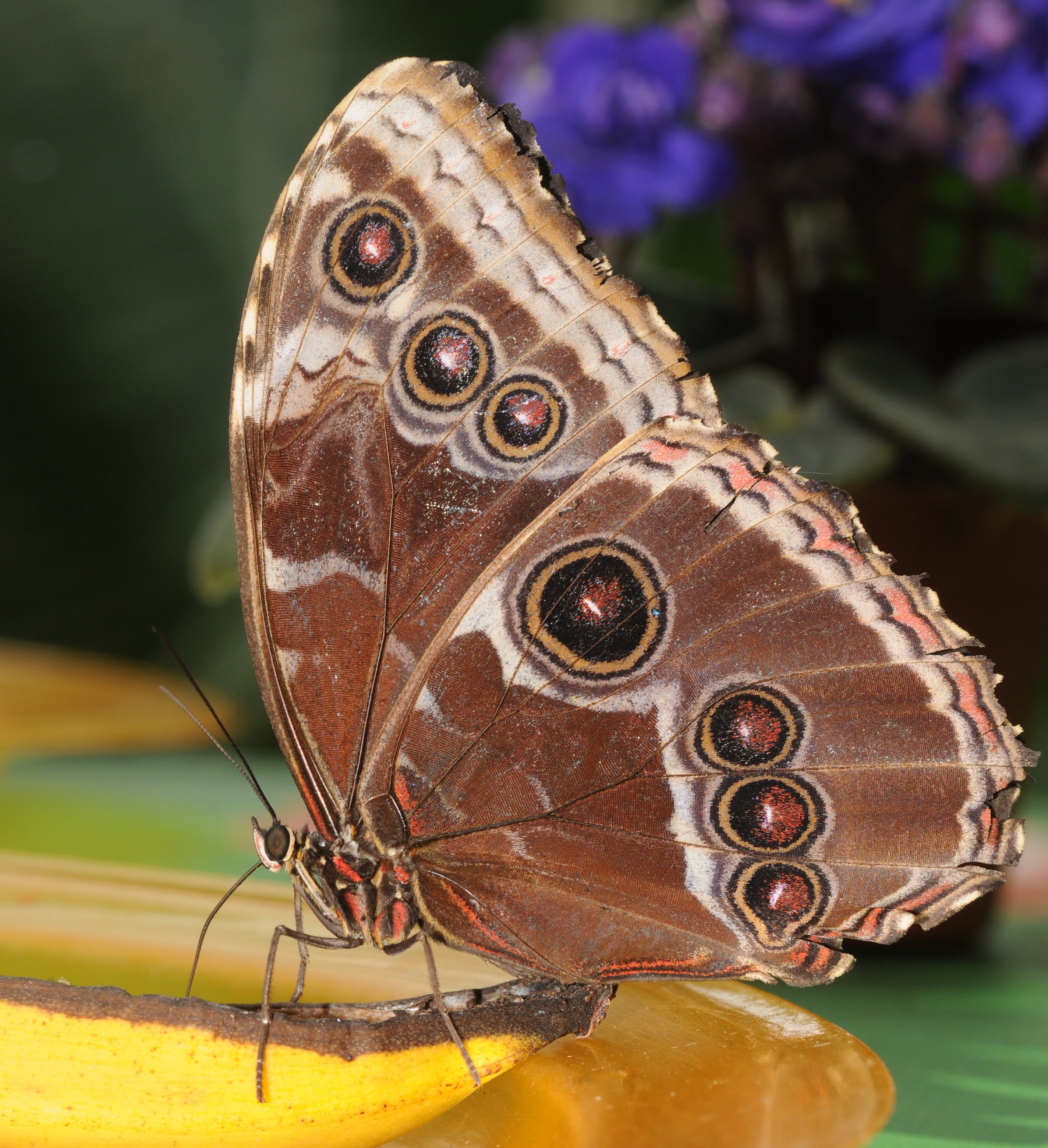
Morpho peleides